# Канал Фултон (Охајо)
Канал Фултон (енгл. Canal Fulton) град је у америчкој савезној држави Охајо.

## Демографија
По попису из 2010. године број становника је 5.479, што је 418 (8,3%) становника више него 2000. године.
| Група             | 2000.         | 2010.         |
| Белци             | 4.899 (96,8%) | 5.248 (95,8%) |
| Афроамериканци    | 46 (0,9%)     | 33 (0,6%)     |
| Азијати           | 21 (0,4%)     | 21 (0,4%)     |
| Хиспаноамериканци | 34 (0,7%)     | 81 (1,5%)     |
| Укупно            | 5.061         | 5.479         |